# Stylomesus spinulosus
Stylomesus spinulosus är en kräftdjursart som beskrevs av Menzies 1962C. Stylomesus spinulosus ingår i släktet Stylomesus och familjen Ischnomesidae. Inga underarter finns listade i Catalogue of Life.